# Handrabury
Handrabury  (ucraniano: Гандрабури) es una localidad del Raión de Podilsk en el Óblast de Odesa de Ucrania. Según el censo de 2001, tiene una población de 2744 habitantes.